# Langula
Langula is een ortsteil van de landgemeente Vogtei in de Duitse deelstaat Thüringen. Tot 2013 was Langula een zelfstandige gemeente in de Unstrut-Hainich-Kreis.